# Armigeres theobaldi
Armigeres theobaldi är en tvåvingeart som beskrevs av Barradu 1934. Armigeres theobaldi ingår i släktet Armigeres och familjen stickmyggor. Inga underarter finns listade i Catalogue of Life.